# هالووین (فیلم ۲۰۰۷)
هالووین (به انگلیسی: Halloween) فیلمی اسلشر در سبک ترسناک به کارگردانی، نویسندگی و تهیه‌کنندگی راب زامبی است که در سال ۲۰۰۷ منتشر شد. این فیلم بازسازی فیلمی به همین نام به کارگردانی جان کارپنتر است.